# 1111

## Události
- Balduin VII. Flanderský se stal flanderským hrabětem
- Založena čínská Akademie Tung-lin za vlády dynastie Sung
- Jindřich V. Sálský korunován císařem Svaté říše římské

## Úmrtí
- 3. března – Bohemund z Tarentu, italo-normanský válečník a dobrodruh, kníže z Tarentu a jeden z předních účastníků první křížové výpravy (* mezi 1052–1058)
- 2. dubna – Eufemie Uherská, uherská princezna, manželka olomouckého údělníka Oty Olomouckého (* 1045 až 1050)
- 17. dubna – Robert z Molesme, světec a opat, spoluzakladatel cisterciáckého řádu ve Francii (* cca 1028)
- 5. října – Robert II. Flanderský, hrabě flanderský (1093–1111) a jeden z vůdců první křížové výpravy (* asi 1065)
- 19. prosince – Al-Ghazzálí, perský a islámský filozof, jenž byl islámskou obdobou sv. Tomáše Akvinského nebo Ču-Siho (* 1058)

## Hlavy států

### Evropa

#### Území dnešní ČR a Střední Evropa
- České knížectví – Vladislav I.
- Polské knížectví – Boleslav III. Křivoústý
- Uherské království – Koloman
- Morava
  - Brněnský úděl – Oldřich Brněnský
  - Olomoucký úděl – Ota II. Olomoucký
  - Znojemský úděl – Litold Znojemský

#### Západní Evropa
- Anglické království – Jindřich I. Anglický
- Dánské království – Niels Dánský
- Francouzské království – Ludvík VI. Francouzský
- Dolní Lotrinsko – Gottfried VI. Lovaňský
- Horní Lotrinsko – Dětrich II.
- Brabantské lankrabství – Geoffroy I. z Lovaně

#### Balkán
- Srbská velká župa – Vukan
- Chorvatské království – Koloman Uherský
- Knížectví Zeta – Vladimir z Duklji
- Volžské Bulharsko – Vladimir z Duklji

#### Jižní Evropa
- Svatá říše římská – Jindřich V. Sálský
- Papežský stát – papež Paschalis II.
- Italské království – Jindřich V. Sálský
- Kastilská koruna – Urraca Kastilská
- Království León – Urraca Kastilská

#### Severní Evropa
- Švédské království – Filip Švédský a Inge II. Švédský (spoluvláda)
- Norské království – Øystein Magnusson
- Kyjevská Rus – Svjatopolk II. Izjaslavič

### Blízký Východ a Severní Afrika
- Byzantská říše – Alexios I. Komnenos
- Jeruzalémské království – Balduin I. Jeruzalémský
- Almorávidé – Ali ibn Yusuf (ovládající západ Maroka, Kanárské ostrovy a Andalusii)
- Fátimovský chalífát – Al-Amir bi-Ahkam Allah
- Rúmský sultanát – Malik Šáh

### Dálný Východ a Asie
- Seldžucká říše – Muhammed I.